# TRAPPIST-1

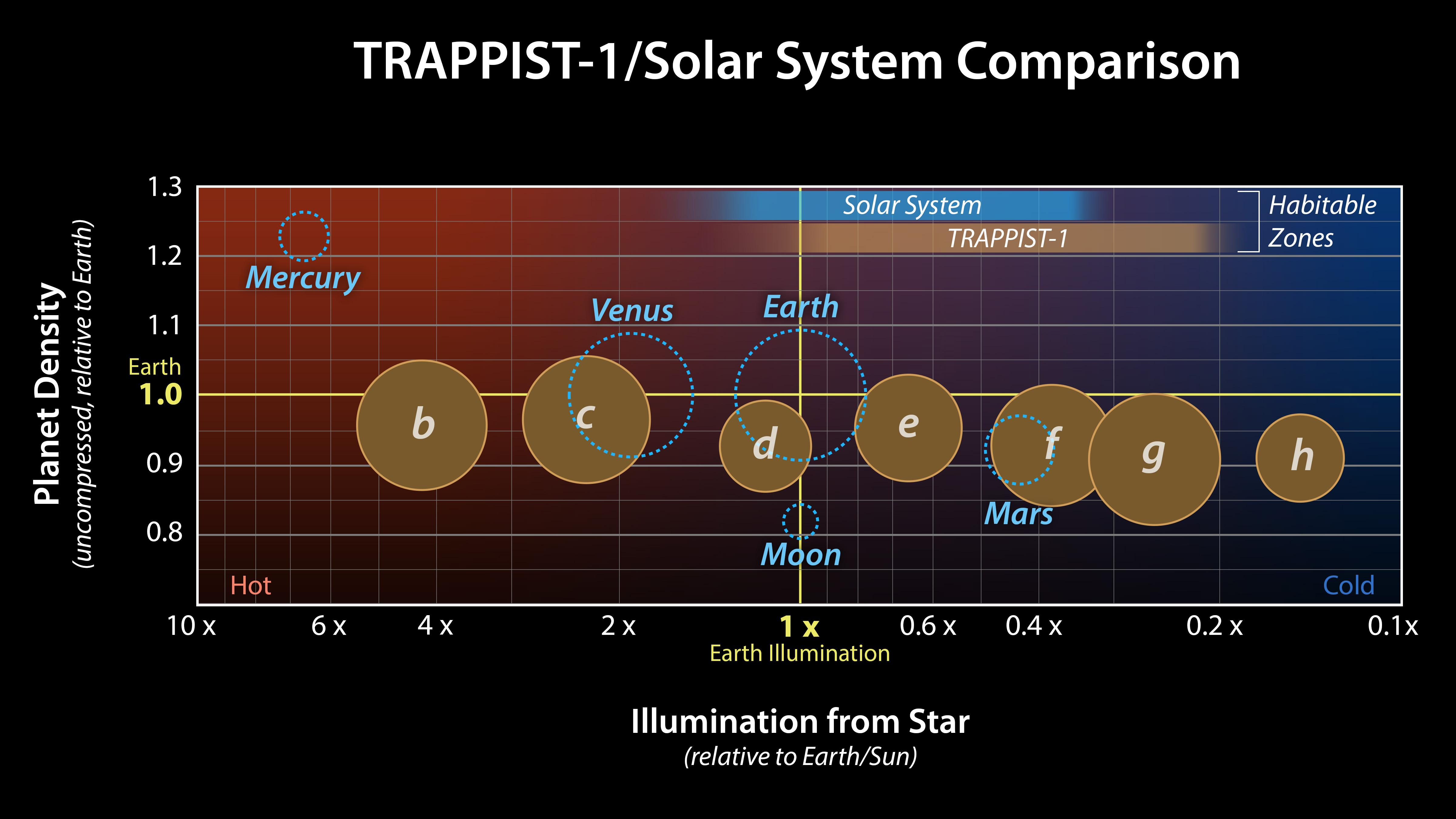
Este gráfico apresenta as propriedades medidas dos sete exoplanetas TRAPPIST-1 (rotulados de b a h), mostrando como eles se comparam entre si, bem como com a Terra e os outros mundos rochosos internos do nosso sistema solar. Os tamanhos relativos dos planetas são indicados pelos círculos. Todos os planetas TRAPPIST-1 conhecidos são maiores que Marte, com cinco deles a menos de 15% do diâmetro da Terra.

TRAPPIST-1, também conhecida como 2MASS J23062928-0502285, é uma estrela anã vermelha com sete exoplanetas conhecidos em seu sistema planetário. Ela se encontra na constelação de Aquário, a cerca de 40,66 anos-luz de distância da Terra, e tem uma temperatura de superfície de cerca de 2 566 K (2 290 °C; 4 160 °F). Seu raio é ligeiramente maior que o de Júpiter e tem uma massa de aproximadamente 9% da massa solar. Estima-se que tenha 7,6 bilhões de anos de idade, o que a torna mais antiga que o Sistema Solar. A descoberta da estrela foi publicada em 2000.
Em 2016, observações do Transiting Planets and Planetesimals Small Telescope (TRAPPIST) no Observatório de La Silla, no Chile, e em outros telescópios levaram à descoberta de três planetas do tamanha da Terra que estão na zona habitável de TRAPPIST-1. Em 2017, análises posteriores das observações originais identificaram mais cinco planetas terrestres. Os sete planetas levam entre 1,5 e 19 dias para orbitar ao redor da estrela em órbitas circulares. Eles provavelmente apresentam um acoplamento de maré com a TRAPPIST-1, de tal forma que um hemisfério de cada planeta esteja sempre voltado para a estrela, levando a um dia permanente em um lado e a uma noite permanente no outro. Suas massas são comparáveis às da Terra e todos eles se encontram no mesmo plano; da Terra, eles parecem se mover além do disco da estrela.
Até quatro dos planetas - designados d, e, f e g - orbitam a distâncias em que as temperaturas são adequadas para a existência de água líquida e, portanto, são potencialmente habitáveis. Não há evidências de uma atmosfera em nenhum dos planetas, e as observações do TRAPPIST-1 b excluíram a existência de uma. Não está claro se as emissões de radiação do TRAPPIST-1 permitiriam a existência de tais atmosferas. Ainda assim, os planetas têm baixas densidades; podem ser compostos por grandes quantidades de materiais voláteis. Devido à possibilidade de vários dos planetas serem habitáveis, o sistema atraiu o interesse de pesquisadores e apareceu na cultura popular.
Todos os planetas da TRAPPIST-1 orbitam muito mais perto que o planeta Mercúrio em relação ao Sol. A distância entre as órbitas do TRAPPIST-1b e TRAPPIST-1c é somente 1,6 vezes a distância entre a Terra e a Lua.

## Descoberta
A estrela agora conhecida como TRAPPIST-1 foi descoberta em 1999 pelo astrônomo John Gizis e colegas durante um levantamento de estrelas anãs ultrafrias próximas ao nosso sistema. Ela apareceu na amostra C das estrelas pesquisadas, que foi obtida em junho de 1999. A publicação da descoberta ocorreu em 2000. O nome é uma referência ao projeto TRansiting Planets and PlanetesImals Small Telescope (TRAPPIST), que descobriu os dois primeiros exoplanetas ao redor da estrela.
Seu sistema planetário foi descoberto por uma equipe liderada por Michaël Gillion, da Universidade de Lieja, na Bélgica, que monitorou a estrela de setembro a dezembro de 2015 usando o telescópio TRAPPIST (Transiting Planets and Planetesimals Small Telescope). A pesquisa foi baseada em anomalias nas curvas de luz medidas pelo telescópio em 2015 e publicada na edição de maio de 2016 do jornal Nature, anunciando a descoberta de três planetas no sistema. A mesma equipe continuou estudando a estrela, com vários telescópios em terra e com o Telescópio Espacial Spitzer, o que levou à revelação de que o terceiro planeta era, de fato, múltiplos planetas. Um dos planetas detectados inicialmente teve sua existência descartada, totalizando sete planetas conhecidos no sistema. Os resultados desse estudo foram publicados em fevereiro de 2017, na Nature.Os telescópios e observatórios envolvidos foram o Telescópio Espacial Spitzer e o TRAPPIST, TRAPPIST-North no Observatório de Oukaïmeden, Marrocos, o Observatório Astronômico da África do Sul e os Telescópios Liverpool e William Herschel na Espanha.
O nome da estrela TRAPPIST-1 se deve ao fato de ela ter sido a primeira estrela com planetas descoberta pelo telescópio TRAPPIST. O acrônimo homenageia a ordem católica dos trapistas, conhecidos pela sua produção de cerveja.[carece de fontes?]
Planetas extrassolares são designados na ordem de sua descoberta, começando com b para o primeiro, c para o segundo e assim em diante. Os três planetas descobertos primeiramente em volta do TRAPPIST-1 foram designados de b, c e d na ordem dos períodos orbitais, e o segundo lote de descobrimentos foi similarmente chamado de e até h.
As observações de TRAPPIST-1 são consideradas uma das descobertas de pesquisa mais importantes do Telescópio Espacial Spitzer. Complementaram as descobertas, as observações do Himalayan Chandra Telescope, do United Kingdom Infrared Telescope e do Very Large Telescope. Desde então, pesquisas confirmaram a existência de pelo menos sete planetas no sistema, cujas órbitas foram calculadas usando medições dos telescópios Spitzer e Kepler. Alguns veículos de notícia atribuíram incorretamente a descoberta dos planetas de TRAPPIST-1 à NASA; na realidade, o projeto TRAPPIST, responsável pela descoberta, foi financiado tanto pela NASA quanto pelo Conselho Europeu de Pesquisa da União Europeia (UE).

## Características estelares
Com base em medições de paralaxe, TRAPPIST-1 está localizada a uma distância de 39 anos-luz (12 parsecs) da Terra. Apesar da relativa proximidade, não é visível a olho nu, devido a seu brilho intrínseco extremamente baixo, tendo uma magnitude aparente visual de 18,8. Seu tipo espectral de M8V (M8,0 ± 0,5) indica que é uma anã vermelha, o menor e menos luminoso tipo de estrelas na sequência principal. Possui uma massa de 8% da massa solar, raio de 11,7% do raio solar e está brilhando com apenas 0,05% da luminosidade solar. Sua temperatura efetiva de 2 550 K a coloca em uma classe de estrelas conhecidas como anãs superfrias, que são estrelas de baixa massa e objetos sub-estelares (incluindo anãs marrons) com temperatura efetiva menor que 2 700 K. Esse grupo representa cerca de 15% dos objetos na vizinhança do Sol.
TRAPPIST-1 tem uma idade de mais de 500 milhões de anos; o valor preciso é desconhecido. Por serem totalmente convectivas, anãs vermelhas têm um tempo de vida muito maior que o Sol. Uma estrela com 8% da massa solar, como TRAPPIST-1, permanece na sequência principal por 12 trilhões de anos, e então evolui para uma anã azul, ao contrário de estrelas mais massivas que se tornam gigantes vermelhas. TRAPPIST-1 tem uma metalicidade, a abundância de elementos que não são hidrogênio e hélio, parecida com a solar, com uma abundância de ferro de 109% do valor solar.
Não há evidências que a estrela tenha um ciclo solar. Sua luminosidade, emitida principalmente como radiação infravermelha, é aproximadamente 0,055% do valor do Sol. Medições de baixa precisão do satélite X-ray Multi-Mirror e outros mostram que a estrela emite uma fraca radiação em comprimentos de onda curtos como raios x e radiação UV. Não há emissões detectáveis de ondas de rádio.

### Período de rotação e idade
Medições da rotação de TRAPPIST-1 indicaram um período de 3,3 dias. Valores anteriores de 1,4 dia aparentam terem sido causados por mudanças na distribuição das manchas estelares. Seu eixo de rotação pode ser levemente diferente daquele de seus planetas.
A idade de TRAPPIST-1 foi estimada em 7,6±2,2 bilhões de anos, tornando-a mais velha que o Sistema Solar, com seus aproximados 4,5 bilhões de anos. É esperado que brilhe por dez trilhões de anos - cerca de 700 vezes mais que a atual idade do Universo - enquanto o Sol queimará seu hidrogênio e sairá da sequência principal em alguns bilhões de anos.

### Atividade
Propriedades de fotosfera foram detectadas na TRAPPIST-1. Os telescópios Kepler e Spitzer observaram possíveis pontos claros, que podem ser fáculas, embora alguns possam ser grandes demais para tal. Pontos claros são correlacionados com a aparição de erupções solares.
A estrela tem um forte campo magnético, com intensidade média de aproximadamente 600 gauss. Ele causa alta atividade cronosférica, e pode ser capaz de aprisionar ejeções de massa coronal.
De acordo com Garraffo et al. (2017), a TRAPPIST-1 perde cerca de 3×10−14 massas solares anualmente por ventos solares, uma taxa aproximadamente 1,5 vez a do Sol. Dong et al. (2018) simulou as propriedades observadas da TRAPPIST-1 com uma perda 4,1×10−15 massas solares por ano. Simulações para estimação de perda de massa são complicadas pois, até 2019, a maioria dos parâmetros que governam os ventos solares da TRAPPIST-1 não são conhecidos por observação direta.

## Sistema planetário
A TRAPPIST-1 é orbitada por sete planetas, designados TRAPPIST-1b, 1c, 1d, 1e, 1f, 1g, 1h e, ordem alfabética por distância crescente da estrela. Esses planetas têm período orbital entre 1,5 e 19 dias, em distâncias de 0,011 a 0,059 unidades astronômicas (1 700 000 - 8 900 000 km).
Todos os planetas estão muito mais próximos da estrela do que Mercúrio está para o Sol, assim tornando o sistema TRAPPIST-1 muito compacto. Kral et al. (2018) não detectou cometas no entorno de TRAPPIST-1 e Marino et al. (2020) não encontrou evidências de um cinturão de Kuiper, embora seja incerto se um cinturão análogo ao do Sistema Solar poderia ser observável da Terra. Observações do telescópio Atacama Large Milimiter Array não acharam evidências de um disco de poeira circunstelar.
As inclinações das órbitas planetárias relativos à eclíptica do sistema são menos de 0,1 grau, tornando TRAPPIST-1 o sistema planetário mais plano no arquivo de exoplanetas da NASA. As órbitas são altamente circulares, como mínimas excentricidades e são bem alinhadas com o eixo de rotação da TRAPPIST-1. Os planetas orbitam no mesmo plano e, da perspectiva do Sistema Solar, transitam sobre TRAPPIST-1 em suas órbitas e frequentemente passam em frente de uns aos outros.

### Tamanho e composição
Os raios dos planetas são estimados entre 77.5+1,4
−1,4 e 112.9+1,5
−1,3% do raio da Terra. A razão de massa planeta/estrela do sistema TRAPPIST-1 é similar à razão entre lua/planeta dos gigantes gasosos do Sistema Solar.
Espera-se que as composições desses planetas se assemelhem entre si e com à da Terra. As densidades estimadas dos planetas são menores que a da Terra, podendo implicar que eles tenham grandes quantidades de substâncias voláteis. Alternativamente seus núcleos podem ser menores que o terrestre e, portanto, eles possivelmente são planetas rochosos com menos ferro que a Terra, ter grandes quantidades de elementos que não o ferro ou seu ferro pode existir em uma forma oxidada ao invés de estar no núcleo. Suas densidades são muito baixas para uma composição puramente de silicato de magnésio, precisando assim da presença de compostos de baixa densidade como água. Espera-se que os planetas b, d, f, g e g contenham grandes quantidades de substâncias voláteis. Os planetas podem ter atmosferas e oceanos profundos, e conter vastos depósitos de gelo. Oceanos subterrâneos, cobertos por camadas de gelo, poderiam se formar em planetas mais frios. Várias composições são possíveis considerando as altas incertezas em suas densidades. As propriedades fotosféricas da estrela podem causar erros de precisão em medições das propriedades dos planetas de TRAPPIST-1, como suas densidades serem subestimadas em 8+20
   -7 porcento ou estimativas incorretas de seu conteúdo de água.

### Zona habitável
Num sistema planetário cuja estrela é relativamente fraca, a zona habitável está localizada mais próxima à estrela em questão do que, em comparação, a zona habitável de nosso sistema solar está próxima ao Sol. Três ou quatro planetas podem estar localizados dentro da zona habitável; estes incluem e, f e g; ou d, e e f. Em 2017, este era o maior número conhecido de planetas dentro de qualquer zona habitável dentre qualquer estrela ou sistema estelar conhecido.
A presença de água líquida em qualquer um destes planetas depende de vários fatores, como albedo (refletividade), a presença de uma atmosfera e o efeito estufa. As condições de superfície são difíceis de definir considerando a falta de informações detalhadas sobre as atmosferas dos planetas. Um planeta em rotação síncrona pode não congelar completamente se receber pouca radiação de sua estrela, pois a face do planeta voltada para a estrela (lado diurno) pode ser aquecida o suficiente para impedir o avanço da glaciação. Outros fatores para a presença de água líquida incluem a presença de oceanos e vegetação; as propriedades refletivas da superfície terrestre; a configuração dos continentes e oceanos; a presença de nuvens; e a dinâmica do gelo marinho. Os efeitos da atividade vulcânica podem estender a zona habitável do sistema até o planeta TRAPPIST-1h. Mesmo se os planetas mais externos forem frios demais para serem considerados habitáveis, estes podem possuir oceanos subsuperficiais cobertos de gelo, os quais podem possibilitar o surgimento de vida.
Radiação ultravioleta extrema (XUV) e raios-X intensos podem quebrar a água em partes que a compõem: hidrogênio e oxigênio, e aquecer a atmosfera superior até que esses elementos escapem do planeta. Acredita-se que este fato tenha sido particularmente importante no início da trajetória evolutiva da estrela, quando a radiação era mais intensa e poderia ter aquecido a água de todos os planetas até atingir o ponto de ebulição. Acredita-se que este seja o processo responsável pela remoção da água de Vênus. No caso da estrela TRAPPIST-1, diferentes estudos, com suposições variadas acerca de tópicos como cinética, energética e emissões de XUV, chegaram a conclusões distintas sobre a possibilidade de algum planeta do sistema poder reter quantidades substanciais de água. Porque estes planetas provavelmente estão sincronizados com sua respectiva estrela, qualquer água presente nestes poderia ficar presa no lado noturno dos planetas, tornando-se indisponível para sustentar a vida, a menos que o transporte de calor pela atmosfera ou o aquecimento por marés sejam intensos o suficiente para derreter o gelo.

### Luas
Nenhuma lua com tamanho comparável ao da Lua terrestre foi detectada no sistema TRAPPIST-1, e é improvável que existam quaisquer luas em um sistema planetário tão densamente ocupado. Isso ocorre pois as luas seriam provavelmente destruídas pela própria gravidade do planeta ao cruzar o limite de Roche; ou as luas se encontrariam fora da órbita de seu planeta ao ultrapassarem o raio de Hill, próprio de cada planeta. Embora os planetas de TRAPPIST-1 apareçam em uma análise como sendo passíveis de possuírem exoluas, eles não aparecem na lista de exoplanetas da zona habitável que poderiam ter uma lua orbitando-os pelo menos um período de Hubble, um período um pouco maior que a idade atual do Universo. Apesar desses fatores, é possível que os planetas possam ser orbitados por luas.

### Efeitos magnéticos
Espera-se que os planetas TRAPPIST-1 estejam dentro da superfície de Alfvén de sua estrela, a área ao redor da estrela dentro da qual qualquer planeta acaba interagindo magneticamente diretamente com a coroa da estrela, possivelmente desestabilizando qualquer atmosfera que o planeta possua. Partículas energéticas estelares não representariam um risco substancial de radiação para organismos nos planetas de TRAPPIST-1, desde que as atmosferas alcancem pressões de cerca de 1 bar. Estimativas dos fluxos de radiação apresentam incertezas consideráveis devido à falta de conhecimento sobre a estrutura do campo magnético de TRAPPIST-1. O aquecimento por indução, consequência dos campos elétricos e magnéticos variáveis da estrela, pode afetar os planetas do sistema, mas isso não contribui substancialmente para o balanço energético dos mesmos, e é numericamente inferior ao aquecimento causado pelo efeito das marés.

### Histórico de formação
Os planetas TRAPPIST-1 provavelmente se formaram mais longe da estrela e migraram para dentro, embora seja possível que tenham se formado em suas posições atuais. De acordo com a teoria mais aceita sobre a formação dos planetas TRAPPIST-1 (Ormel et al., (2017)), os planetas se formaram quando uma instabilidade na linha do gelo deu origem a corpos precursores que acumularam fragmentos adicionais e migraram para dentro, eventualmente formando planetas. A migração pode ter sido rápida no início e posteriormente desacelerado, e os efeitos das marés podem ter influenciado os processos de formação. A distribuição dos fragmentos teria controlado a massa final dos planetas, vindo a consistir em aproximadamente 10% de água, consistente com inferências observacionais. Cadeias ressonantes de planetas, como as de TRAPPIST-1, geralmente tornam-se instáveis quando o disco de gás que os originou se dissipa, mas, neste caso, os planetas permaneceram em ressonância. Essa ressonância pode ter estado presente desde a formação do sistema e ter sido preservada quando os planetas migraram simultaneamente para dentro; ou pode ter se formado mais tarde, quando os planetas migrantes se acumularam na borda externa do disco de gás e interagiram entre si. Planetas migrantes conteriam quantidades substanciais de água — grande demais para ser completamente perdida — enquanto planetas que se formaram em sua posição atual provavelmente perderam toda a água. Segundo Flock et al. (2019), a distância orbital do planeta mais interno, TRAPPIST-1b, está de acordo com o esperado de um planeta em movimento, descrevendo uma trajetória ao redor de uma estrela que era uma ordem de magnitude mais brilhante no passado, e com a cavidade no disco protoplanetário criada pelo campo magnético de TRAPPIST-1. Alternativamente, TRAPPIST-1h pode ter se formado próximo de sua posição atual.
A presença de outros corpos e planetesimais no início do histórico do sistema teria desestabilizado a ressonância dos planetas TRAPPIST-1 se esses corpos fossem massivos o suficiente. Raymond et al. (2021) concluíram que os planetas TRAPPIST-1 se formaram por volta de 1 a 2 milhões de anos atrás, e pouca massa adicional foi acrescida após sua formação. Isso limitaria qualquer surgimento tardio de água, juntamente com o acréscimo de massa nos planetas, e também implicaria que os planetas não possuíssem qualquer material adicional em sua vizinhança. A falta de eventos gigantes de impacto (a rápida formação dos planetas teria rapidamente esgotado o material pré-planetário) ajudaria a preservar os materiais voláteis dos planetas, uma vez concluído o processo de formação planetária.
Devido a uma combinação de alta insolação, o efeito estufa de atmosferas ricas em vapor de água, e o calor residual do processo de formação, os planetas TRAPPIST-1 provavelmente tinham inicialmente superfícies derretidas. Eventualmente, essas superfícies esfriariam até que os oceanos de magma solidificassem, o que, no caso do TRAPPIST-1b, pode ter levado entre alguns bilhões ou alguns milhões de anos. Os planetas mais externos então teriam se tornado frios o suficiente para que o vapor de água condensasse.

## Planetas

### TRAPPIST-1b
TRAPPIST-1b tem um semi-eixo maior de 0,0115 UA (unidades astronômicas)  e um período orbital de 1,51 dias terrestres. Sua rotação está sincronizada com a estrela, estando sob o efeito de acoplamento de maré. O planeta está fora da zona habitável da estrela, além de receber uma radiação quatro vezes maior do que a Terra e o telescópio espacial James Webb por meio do brilho recebido mediu uma variação de temperatura de 508K (+26K, -27K) no lado iluminado.
Este planeta possui raio e massa um pouco maior que a Terra, mas sua densidade indica que sua composição não é exclusivamente rochosa. Pela sua temperatura de 124 °C (397K), levando em conta que se trata de um corpo negro (que emite apenas radiação no infravermelho), é possível que TRAPPIST-1b possua um efeito estufa similar ao de Vênus. As observações do James Webb indicam que a atmosfera é praticamente nula ou praticamente desprovida de CO2. De acordo com diversos modelos, o planeta foi amplamente atingido por ventos estelares e radiação advindos da estrela, de modo que seja suscetível a grandes perdas de hidrogênio ou associados de sua atmosfera. Caso exista alguma forma de água, só seria viável em condições bastante específicas, tendo em vista que existe a possibilidade da temperatura da superfície atingir 1470 K, tornando-o um forte candidato a ser um planeta de lava. 

### TRAPPIST-1c
TRAPPIST-1c possui um semieixo maior de 0,0158 UA e conclui uma órbita ao redor da estrela a cada 2,42 dias terrestres. Está próximo o suficiente da estrela para ter a órbita sincronizada, o efeito de maré.  As observações do James Webb descartaram a possibilidade de atmosferas ricas em dióxido de carbono ou atmosferas similares a de Vênus. Contudo, atmosferas ricas em vapor d’água ou em oxigênio, ou até mesmo a ausência de uma ainda são possibilidades levadas em consideração. Isso implica que em comparação com a Terra ou Vênus, TRAPPIST-1c possui quantidades menores de carbono.
Além disso, este planeta está fora da zona habitável, uma vez que recebe o dobro de radiação que a Terra e é ou já passou por um efeito estufa descontrolado, em que a atmosfera bloqueia quase que totalmente a fuga de calor aquecendo o planeta de modo extremo. Diversos modelos preveem que o planeta é arrasado pela radiação e pelos ventos liberados pela estrela. É improvável que TRAPPIST-1c abrigue água, sendo possível apenas em condições extremamente específicas em sua superfície. Observações em 2017 indicaram que não havia escape de hidrogênio para o espaço, porém em 2020 o telescópio espacial Hubble (HST) indicou que pode estar ocorrendo um escape de hidrogênio a 1,4 x 10⁷ g/s.

### TRAPPIST-1d
TRAPPIST-1d tem um semieixo maior de 0,022 UA e orbita sua estrela a cada 4,05 dias terrestres. Em comparação com nosso vizinho Marte, ele é mais massivo, mas menos denso. Baseando-se na dinâmica de fluidos, é esperado que TRAPPIST-1d tenha fracas temperaturas de gradiente em sua superfície caso esteja acoplado à estrela no efeito de maré, tendo assim dinâmicas estratosféricas possivelmente muito diferentes das presenciadas na Terra. Diversos modelos climáticos sugerem que o planeta pode ou não estar sendo dissecado pelos ventos estelares e radiação. Caso as estimativas de densidade sejam confirmadas, será possível aferir se o planeta é formado apenas por rochas ou não. 
O estado atual do TRAPPIST-1d depende de sua rotação e fatores climáticos como a influência das nuvens na radiação refletida. Ademais, o planeta está próximo da zona de habitabilidade pelo lado interno, mas os fatores climáticos ressaltados acima são determinantes na possível existência de água ou de um efeito estufa descontrolado que tornaria o ambiente improvável para vida como conhecemos.

### TRAPPIST-1e
TRAPPIST-1e tem um semieixo maior de órbita de 0,029 UA  e uma volta completa ao redor de sua estrela leva 6,10 dias terrestres. De todos os planetas de TRAPPIST-1, esse é o principal candidato a ser o que mais reteve água, podendo chegar a uma quantidade de massa próxima à muitos oceanos terrestres. Quantidades moderadas de dióxido de carbono seriam capazes de reter calor suficiente para a presença de água líquida. Dessa maneira, diversos modelos climáticos indicam que é o planeta do sistema onde é mais provável que se encontre água em estado líquido.
Foi lançado o projeto TRAPPIST-1 Habitable Atmosphere Intercomparison (THAI) para um estudo aprofundado dos estados climáticos mais prováveis. Em relação a observações de emissões de radiação Ly-α, a perda de hidrogênio do planeta ocorre em uma taxa de 0,6 x 10⁷ g/s. Está em uma zona habitável comparável a de Próxima Centauri b, e sua densidade também é similar à da Terra.

### TRAPPIST-1f
TRAPPIST-1f possui um semieixo maior de órbita de 0,038 UA e leva cerca de 9,21 dias terrestres para dar uma volta completa ao redor da estrela. Pela distância da estrela é improvável que abrigue água em estado líquido, há grandes chances de que seja um planeta gelado que possui um oceano por baixo de uma espessa camada de gelo. Outra possibilidade é que se o TRAPPIST-1f possuir moderadas quantidades de dióxido de carbono isso poderia aquecê-lo, tornando a presença de água líquida viável e em lugares em que o aquecimento por maré se concentra teria a chance de haver lagos. Uma hipótese é que o TRAPPIST-1f reteve uma massa de água tão grande quanto alguns oceanos terrestres, que seria responsável por quase a metade da massa planetária, de modo que poderia ser facilmente um planeta oceânico.

### TRAPPIST-1g
TRAPPIST-1g tem um semieixo maior de órbita de 0,047 UA e completa uma volta ao redor da estrela a cada 12,4 dias terrestres, Assim como TRAPPIST-1f, é provável que seja um planeta gelado com poucas chances de água líquida, mas ainda havendo a possibilidade de um oceano subterrâneo. Também pode ter retido uma massa de água equivalente a alguns oceanos terrestres. Elevados níveis de dióxido de carbono, decaimento radioativo e aquecimento por maré poderiam aquecer o planeta, e consequentemente levar a temperatura da superfície a subir o suficiente para ultrapassar o ponto de fusão da água. Caso confirmada, a densidade de TRAPPIST-1g pode apontar que ele não é denso o suficiente para que sua composição seja inteiramente de rocha, existe a chance de até metade de sua massa ser água.

### TRAPPIST-1h
TRAPPIST-1h tem um semieixo maior de 0,062 AU; é o planeta menos massivo do sistema e orbita sua estrela a cada 18,9 dias terrestres. Provavelmente está distante demais de sua estrela para sustentar água líquida, podendo ser um planeta de bola de neve, ou ter uma atmosfera de metano/nitrogênio semelhante à de Titã. Seria necessário grandes quantidades de CO2, hidrogênio ou metano, ou calor interno proveniente de decaimento radioativo e aquecimento por marés, para aquecer TRAPPIST-1h ao ponto de a água líquida existir. TRAPPIST-1h pode ter massas de água equivalentes a vários oceanos da Terra.
| Planeta | Massa          | Raio             | Semieixo maior (UA)       | Período orbital (dias)  | Excentricidade | Inclinação         |
| ------- | -------------- | ---------------- | ------------------------- | ----------------------- | -------------- | ------------------ |
| b       | 0,85 ± 0,72 M⊕ | 1,086 ± 0,035 R⊕ | 0,01111 ± 0,00034         | 1,51087081 ± 0,00000060 | <0,081         | 89,65 +0,22 −0,27° |
| c       | 1,38 ± 0,61 M⊕ | 1,056 ± 0,035 R⊕ | 0,01521 ± 0,00047         | 2,4218233 ± 0,0000017   | <0,083         | 89,67 ± 0,17°      |
| d       | 0,41 ± 0,27 M⊕ | 0,772 ± 0,030R⊕  | 0,02144 +0,00066 −0,00063 | 4,049610 ± 0,000063     | <0,070         | 89,75 ± 0,16°      |
| e       | 0,62 ± 0,58 M⊕ | 0,918 ± 0,039 R⊕ | 0,02817 +0,00083 −0,00087 | 6,099615 ± 0,000011     | <0,085         | 89,86 +0,10 −0,12° |
| f       | 0,68 ± 0,18 M⊕ | 1,045 ± 0,038 R⊕ | 0,0371 ± 0,0011           | 9,206690 ± 0,000015     | <0,063         | 89,680 ± 0,034°    |
| g       | 1,34 ± 0,88 M⊕ | 1,127 ± 0,041 R⊕ | 0,0451 ± 0,0014           | 12,35294 ± 0,00012      | <0,061         | 89,710 ± 0,025°    |
| h       | - M⊕           | 0,755 ± 0,034 R⊕ | 0,063 +0,027 −0,013       | 20 +15 −6               | -              | 89,80 +0,10 −0,05° |

## Possibilidade de vida
A vida pode ser possível no sistema TRAPPIST-1, e alguns dos planetas da estrela são considerados alvos promissores para sua detecção. Com base na estabilidade atmosférica, o TRAPPIST-1e é teoricamente o planeta com maior probabilidade de abrigar vida, ainda assim, a probabilidade de que isso aconteça é consideravelmente menor do que a da Terra. Há uma série de fatores em jogo:
- Devido à múltiplas interações, espera-se que os planetas TRAPPIST-1 tenham marés intensas.[94] Se oceanos estiverem presentes,[95] as marés poderiam: levar à inundação e secagem alternadas de paisagens costeiras, desencadeando reações químicas propícias ao desenvolvimento da vida;[96] favorecer a evolução de ritmos biológicos, como o ciclo dia-noite, que de outra forma não se desenvolveria em um planeta com rotação sincronizada;[94] misturar oceanos, fornecendo e redistribuindo nutrientes;[94] e estimular expansões periódicas de organismos marinhos semelhantes às marés vermelhas na Terra.[94]
- O TRAPPIST-1 pode não produzir quantidades suficientes de radiação para que o processo de fotossíntese sustente uma biosfera semelhante à da Terra.[97][98][99] Mullan e Bais (2018) especularam que a radiação proveniente de explosões solares poderia aumentar o potencial fotossintético de TRAPPIST-1,[100] mas, de acordo com Lingam e Loeb (2019), esse potencial ainda seria pequeno.
- Devido à proximidade dos planetas de TRAPPIST-1, é possível que microrganismos encapsulados em rochas, arrancados de um planeta, possam chegar a outro ainda viáveis dentro da rocha, permitindo que a vida se espalhe entre os planetas caso tenha se originado em um deles.[4]
- Muita radiação UV de uma estrela pode esterilizar a superfície de um planeta,[101][67] mas pouca radiação pode não permitir a formação dos compostos químicos que dão origem à vida.[102][103] A produção inadequada de radicais hidroxílico devido à baixa emissão de UV estelar pode permitir o acúmulo de gases, como o monóxido de carbono, que são tóxicos para formas de vida mais complexas nas atmosferas dos planetas.[104] As possibilidades variam desde os fluxos de UV de TRAPPIST-1 dificilmente serem muito maiores  que os da Terra primitiva — mesmo no caso de emissões de radiação UV de TRAPPIST-1 serem altas[105] — até serem suficientes para esterilizar os planetas se eles não tiverem atmosferas protetoras.[106] Até 2020, não está claro qual efeito predominaria em torno de TRAPPIST-1,[107] embora observações com o Telescópio Espacial Kepler e os telescópios Evryscope indiquem que o fluxo de UV pode ser insuficiente tanto para a formação de vida quanto para sua esterilização.[108]
- Os planetas externos no sistema TRAPPIST-1 podem abrigar oceanos subterrâneos semelhantes aos de Encélado e Europa no Sistema Solar.[109][72] A quimiolitotrofia - o crescimento de organismos com base em compostos inorgânicos reduzidos[69] - poderia sustentar a vida nesses oceanos.[110] No entanto, oceanos muito profundos podem ser hostis ao desenvolvimento da vida.[101]
- Alguns planetas do sistema TRAPPIST-1 podem ter água suficiente para submergir completamente suas superfícies.[111] Se assim for, isso teria efeitos importantes sobre a possibilidade de desenvolvimento de vida nos planetas e sobre seus climas,[111] já que o intemperismo diminuiria, privando os oceanos de nutrientes como o fósforo, além de potencialmente levar ao acúmulo de dióxido de carbono em suas atmosferas.[87]

Em 2017, uma busca por Techno-marcadores que indicariam a existência de tecnologia passada ou presente no sistema TRAPPIST-1 encontrou apenas sinais provenientes da Terra. Em menos de dois milênios, a Terra estará transitando em frente ao Sol do ponto de vista de TRAPPIST-1, tornando possível a detecção de vida na Terra a partir de TRAPPIST-1.

## Recepção e importância científica

### Reação do público e impacto cultural
A descoberta dos planetas TRAPPIST-1 atraiu ampla atenção dos principais jornais do mundo, da mídia social, televisão e sites de streaming. Em 2017, a descoberta de TRAPPIST-1 resultou no maior tráfego diário registrado no site da NASA. A NASA iniciou uma campanha pública no Twitter para encontrar nomes para os planetas, que atraiu respostas de seriedade variada; contudo, os nomes dos planetas são decididos pela União Astronômica Internacional. A dinâmica do sistema planetário de TRAPPIST-1 foi representada musicalmente: na obra "Trappist Transits" de Tim Pyle, no single "Trappist-1 (A Space Anthem)" da banda Isolation e na peça para piano "TRAPPIST-" de Leah Asher.  A suposta descoberta de um sinal SOS do TRAPPIST-1 foi uma pegadinha de Primeiro de Abril feita por pesquisadores do Sistema Estereoscópico de Alta Energia na Namíbia. Em 2018, Aldo Spadon criou uma giclée (obra de arte digital) chamada “TRAPPIST-1 Planetary System as seen from Space” (Sistema planetário TRAPPIST-1 visto do espaço). Um site foi dedicado ao sistema TRAPPIST-1.
Os exoplanetas são frequentemente apresentados em obras de ficção científica; livros, quadrinhos e videogames apresentaram o sistema TRAPPIST-1, sendo o mais antigo The Terminator, um conto do autor suíço Laurence Suhner publicado na revista acadêmica que anunciou a descoberta do sistema. Pelo menos uma conferência foi organizada para reconhecer obras de ficção que representam TRAPPIST-1. Os planetas têm sido usados em competições de educação científica e projetos escolares. Existem sites que oferecem planetas semelhantes ao TRAPPIST-1 como cenários de simulações de realidade virtual, como o “Exoplanet Travel Bureau" e o “Exoplanets Excursion” - ambos da NASA. A precisão científica tem sido um ponto de discussão para essas representações culturais dos planetas TRAPPIST-1.

### Importância científica
O TRAPPIST-1 atraiu intenso interesse científico. Seus planetas são os exoplanetas mais facilmente estudados dentro da zona habitável de uma estrela, devido à sua relativa proximidade, ao pequeno tamanho de sua estrela hospedeira e porque, da perspectiva da Terra, eles frequentemente passam na frente da estrela hospedeira. Observações futuras com observatórios espaciais e instalações terrestres podem proporcionar mais informações sobre as propriedades dos planetas de TRAPPIST-1, como densidade, atmosferas e bioassinaturas. Os planetas TRAPPIST-1 são considerados um importante alvo de observação para o Telescópio Espacial James Webb, estudando o sistema desde 2023, e outros telescópios em construção. Juntamente com a descoberta de Proxima Centauri b, a descoberta dos planetas de TRAPPIST-1 e o fato de que três deles estão na zona habitável levaram a um aumento nos estudos sobre a habitabilidade planetária. Os planetas são considerados prototípicos para a pesquisa sobre a habitabilidade de anãs M. A estrela tem sido objeto de estudos detalhados de vários aspectos, incluindo os possíveis efeitos da vegetação em seus planetas; a possibilidade de detectar oceanos em seus planetas utilizando a luz refletida de suas superfícies; esforços potenciais para terraformar seus planetas; e as dificuldades que qualquer habitante dos planetas enfrentaria para descobrir a lei da gravitação e para realizar viagens interestelares.
O papel que o financiamento da UE desempenhou na descoberta do TRAPPIST-1 foi citado como um exemplo da importância dos projetos da UE, e o envolvimento de um observatório marroquino como um indicador do papel do mundo árabe na ciência. Os descobridores originais eram afiliados a universidades da África, Europa e América do Norte, e a descoberta do TRAPPIST-1 é considerada um exemplo da importância da cooperação entre observatórios. É também uma das principais descobertas astronômicas dos observatórios chilenos.

### Exploração
TRAPPIST-1 está muito distante da Terra para ser alcançado por humanos com a tecnologia atual ou prevista. Projetos de missões espaciais utilizando foguetes atuais e manobras de assistência gravitacional precisariam de centenas de milênios para alcançar TRAPPIST-1; mesmo uma sonda interestelar teórica viajando à velocidade da luz levaria décadas para chegar à estrela. A proposta especulativa do Breakthrough Starshot de enviar pequenas sondas não tripuladas, aceleradas por lasers, levaria cerca de dois séculos para alcançar TRAPPIST-1.

## Galeria

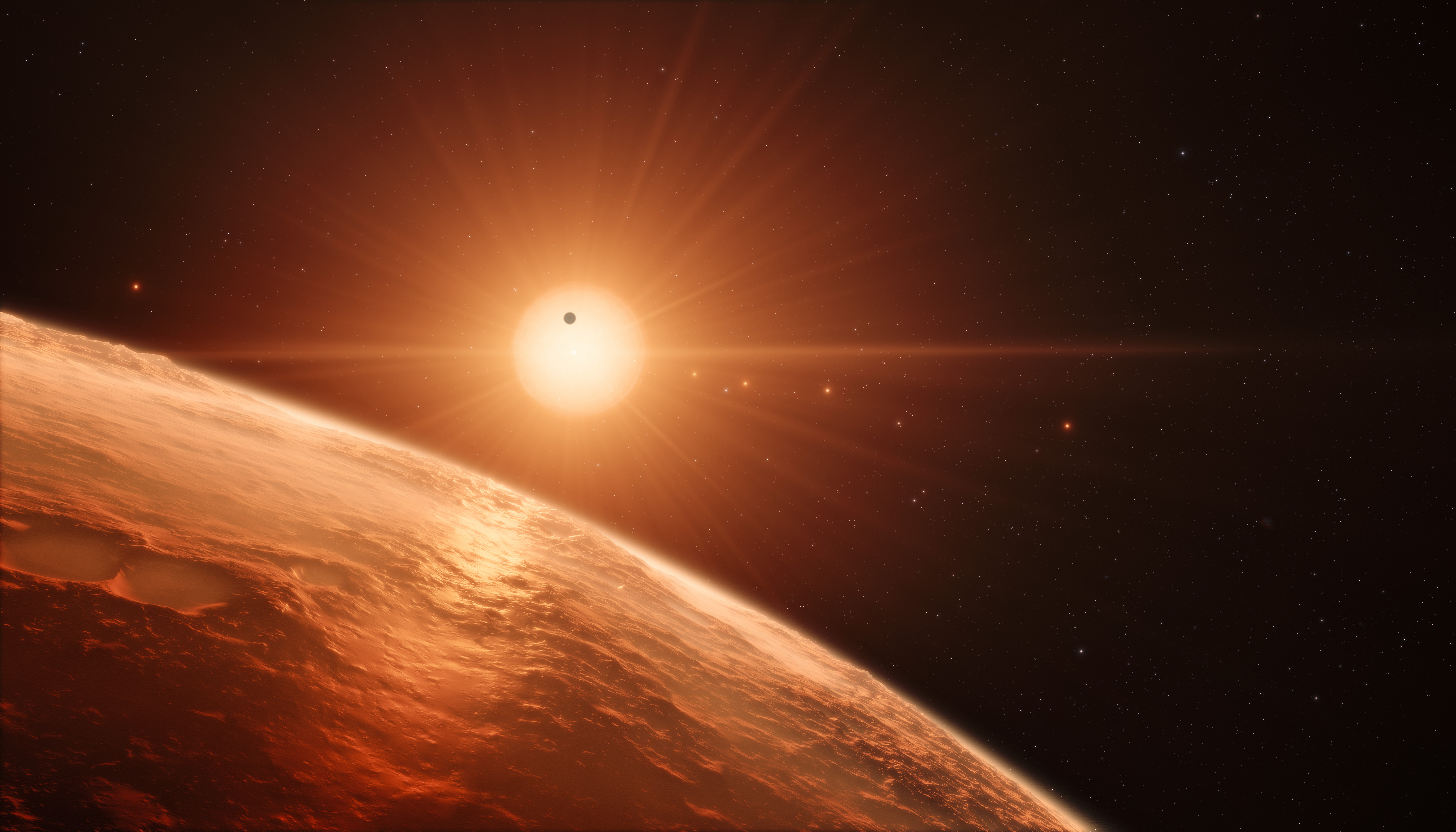
Representação artística do sistema planetário de TRAPPIST-1.
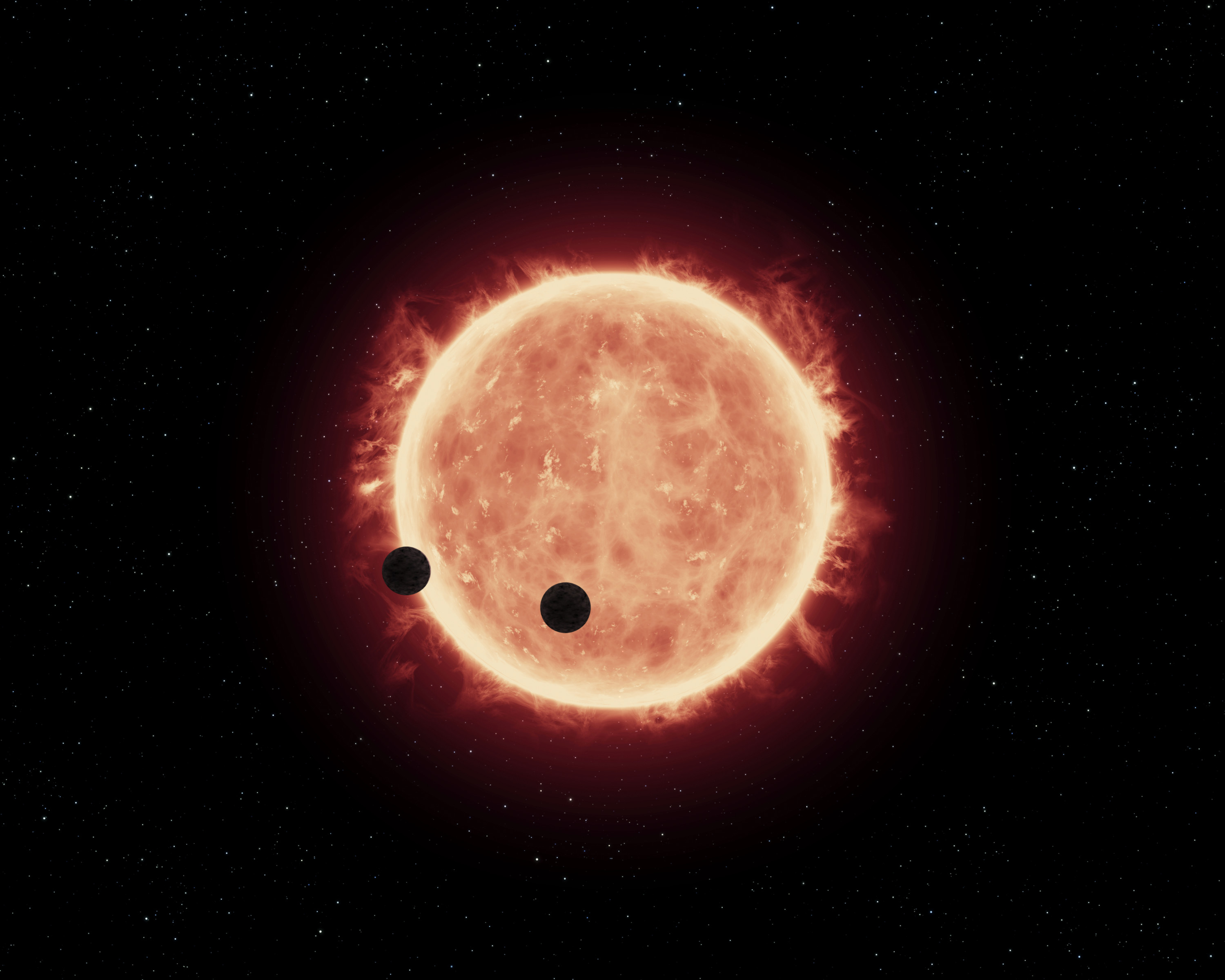
Visão artística dos planetas transitando a anã vermelha no sistema TRAPPIST-1.
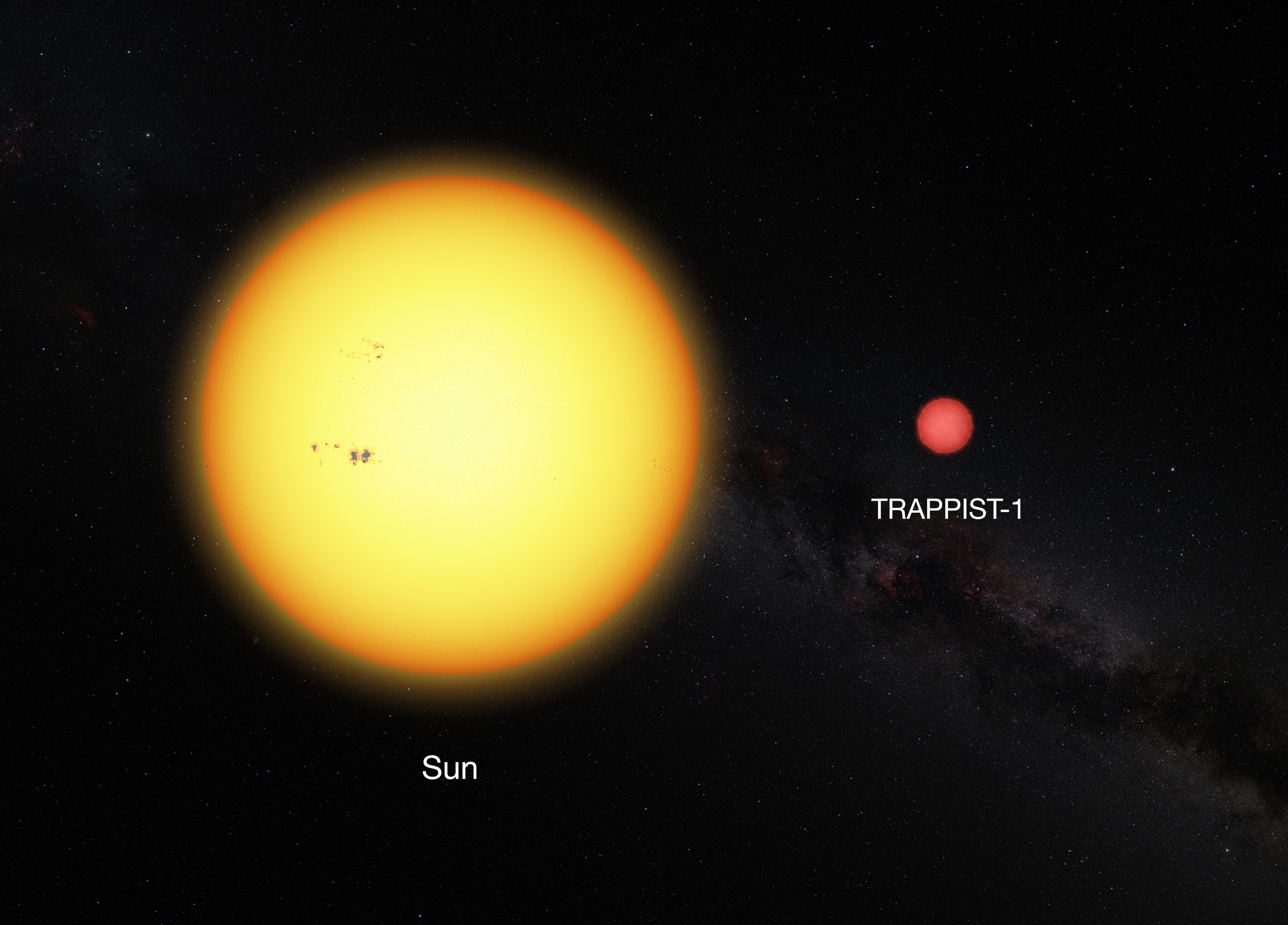
Comparação entre as escalas do Sol e de TRAPPIST-1. A anã vermelha tem apenas 11% do diâmetro do Sol e é bem mais avermelhada.
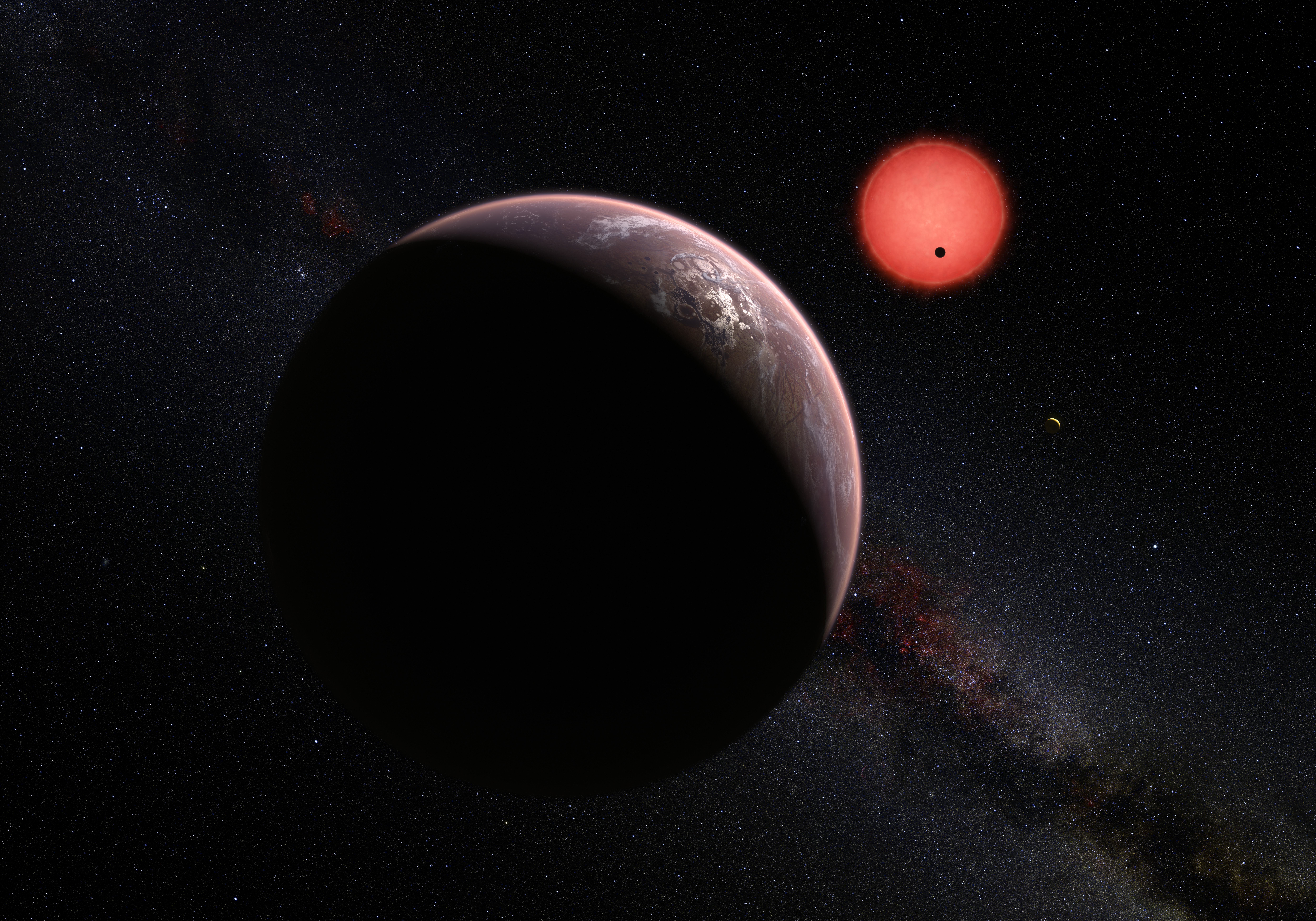
Representação artística de três planetas orbitando TRAPPIST-1.
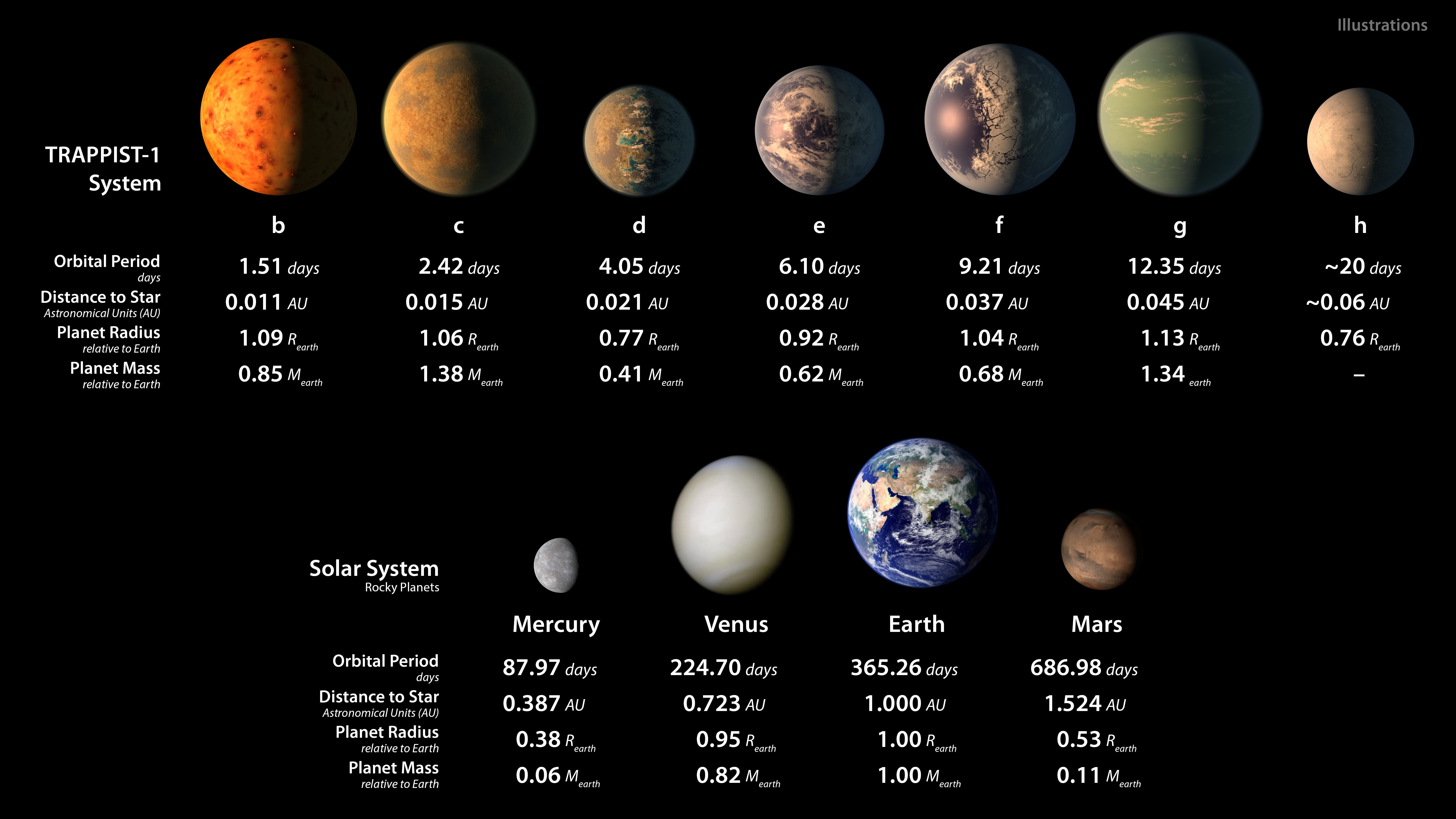
Conceito artístico de como os planetas de TRAPPIST-1 são baseados em dados disponíveis sobre o diâmetro, massa e distância da anã vermelha de cada planeta.
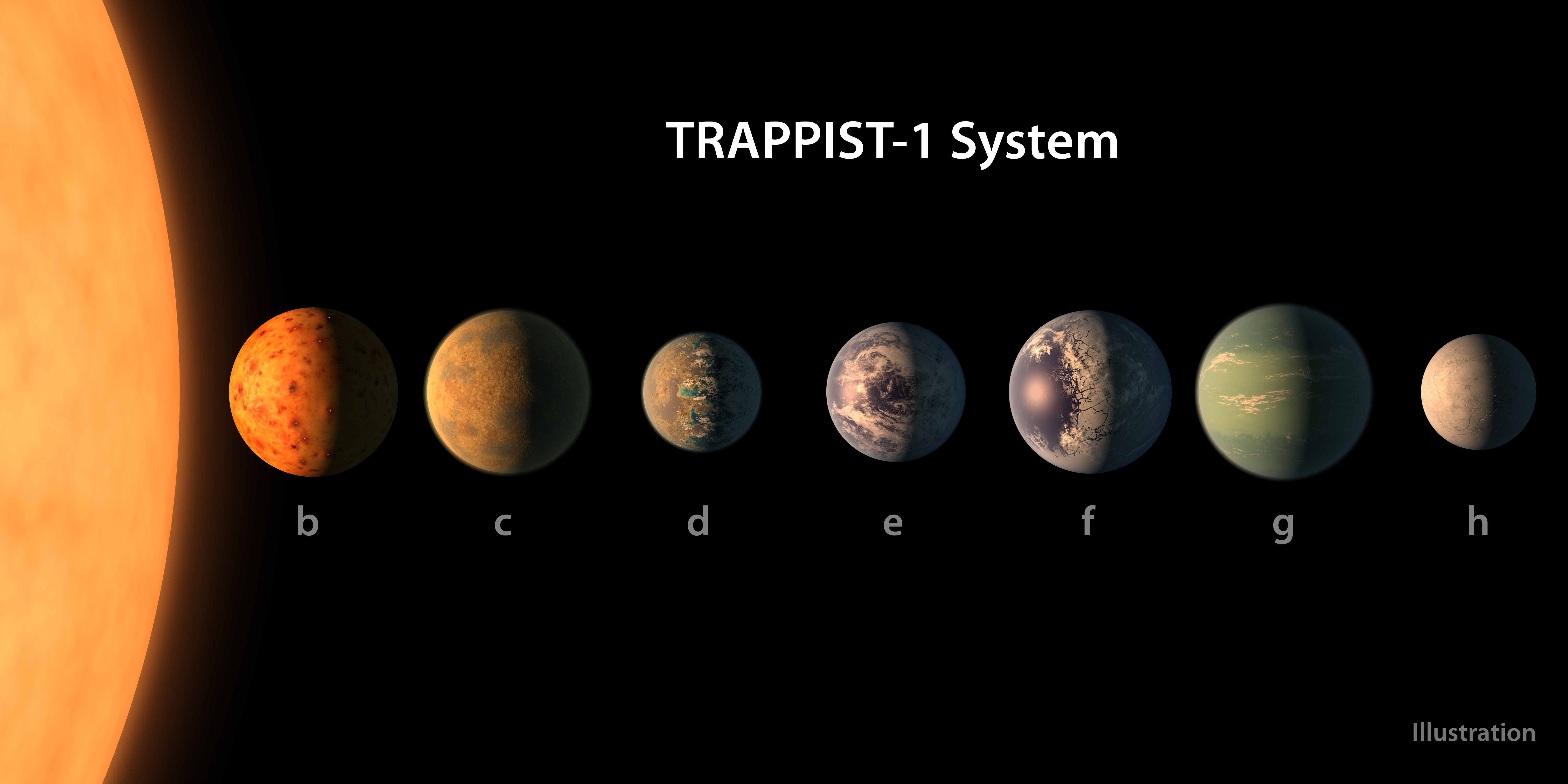
Imagem artística do sistema planetário de TRAPPIST-1.
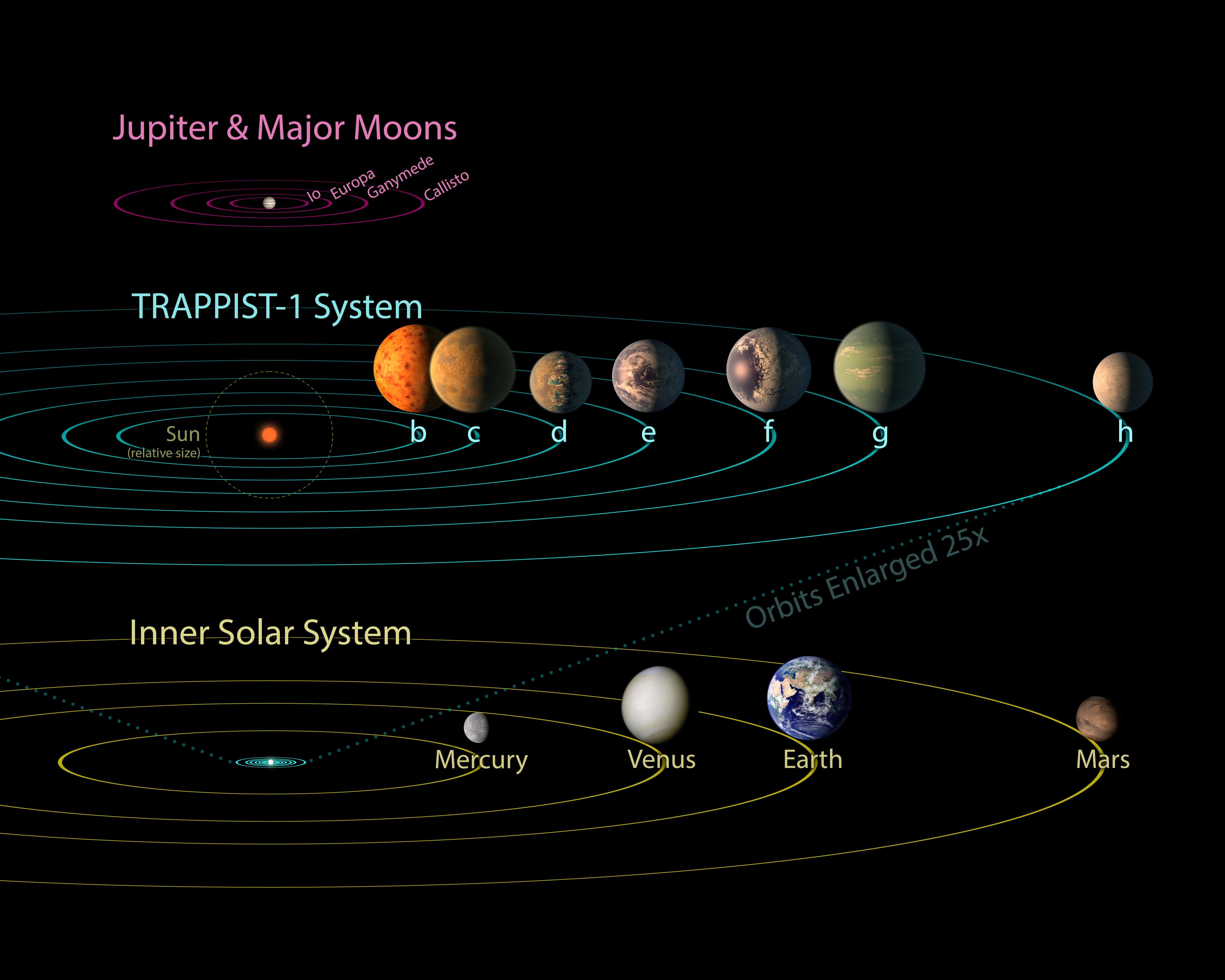
Comparação com o nosso sistema solar. Todos os sete planetas de TRAPPIST-1 caberiam dentro da órbita de Mercúrio.

### Vídeos
- Visão artística mostrando o sistema a partir de um dos setes planetas orbitando TRAPPIST-1.
- Esse vídeo realiza uma viagem rápida da Terra até TRAPPIST-1.